# Горе митець
Горе митець або Горе-творець (англ. The Disaster Artist) — американський комедійний біографічний фільм 2017 року. Прем'єра відбулася 12 березня 2017 року на заході «На південь через південний захід», у широкий прокат у США стрічка вийшла 1 грудня 2017 року.

## Сюжет
Сюжет ґрунтується на реальній історії створення фільму «Кімната», а також біографії його творця — Томмі Вайзо, яка була висвітлена в однойменній книзі.
Молодий актор Грег Сестеро бере участь у зйомках фільму «Кімната» ексцентричного режисера Томмі Вайзо. Вони ще не здогадуються, що після виходу знятого фільму в обмежений прокат він отримає статус «найгіршого фільму всіх часів і народів».

## У ролях
- Джеймс Франко — Джонні (Томмі Вайзо)
- Дейв Франко — Марк (Грег Сестеро)
- Сет Роген — сценарист Сенді Шклейр
- Джошуа Гатчерсон — Денні (Філіп Хелдімон)
- Ері Грейнор — Ліза (Джульєтта Даніель)
- Зак Ефрон — Кріс-Р (Ден Джанджіджіан)
- Джекі Вівер — Клодетт (Керолайн Міннотт)
- Ганнібал Бересс — власник приміщення «Birns and Sawyer»
- Ендрю Сантіно — Майк (Скотт Холмс)
- Джун Джайн Рафаель — Мішель (Робін Періс)'
- Нейтан Філдер — Пітер (Кайл Вогт)
- Елісон Брі — Ембер, дівчина Грега Сестеро
- Шерон Стоун — Айріс Бертон, агент Грега Сестеро
- Пол Шеєр — Рафаель Смаджа, оператор-постановник
- Джейсон Мандзукас — Пітер Енвей, представник «Birns and Sawyer»
- Кейсі Вілсон — директор кастингу
- Грег Сестеро — директор кастингу
- Джейсон Мітчелл — Нейт
- Боб Оденкерк — вчитель
- Томмі Вайзо — Генрі

## Нагороди та номінації
| Кінофестиваль/Кінопремія | Рік       | Категорія                      | Номінант(и)                      | Результат | Дж    |
| ------------------------ | --------- | ------------------------------ | -------------------------------- | --------- | ----- |
| Премія / кінофестиваль   |           |                                |                                  |           |       |
| Премія «Оскар»           | 4.03.2018 | Найкращий адаптований сценарій | Скотт Нойстедтер, Майкл Г. Вебер | Номінація | [ 4 ] |